# Berlin-Lichtenberg
Lichtenberg is een stadsdeel in het gelijknamige district in Berlijn. Om beiden te onderscheiden wordt ook wel de benaming Alt-Lichtenberg gebruikt. 

## Geschiedenis
Het esdorp Lichtenberg ontstond in rond 1230 toen kolonisten de streek Barnim bevolkten. In de tweede helft van de dertiende eeuw werd de dorpskerk gebouwd. Deze is oude dorpskern is vandaag nog steeds het historische centrum van de wijk. Lange tijd bleef Lichtenberg een landelijke gemeente. In 1800 waren er nog maar 326 inwoners. In 1878 stond Lichtenberg een stuk grond af aan de stad Berlijn en in 1889 aan Boxhagen-Rummelsburg. op 11 november 1898 werd na twee jaar bouwen het stadhuis voltooid. Het neogotische gebouw is nog steeds het stadhuis van het district. Nadat Lichtenberg jarenlang een Gutsbezirk was werd het in 1900 een zelfstandige gemeente. In 1908 kreeg Lichtenberg stadsrechten, intussen woorden er 71.000 mensen. In 1912 werd de plattelandsgemeente Boxhagen-Rummelsburg aan Lichtenberg toegevoegd en werd de naam van de stad Berlin-Lichtenberg. In 1920 ging de gemeente dan op in Groot-Berlijn, waar het een district van werd. Op het moment van de inlijving was Lichtenberg veruit het meest verstedelijkte voormalige dorp in de oostelijke stadsrand van Berlijn. Het droeg met een oppervlakte van meer dan 1000 hectare en een sterk ontwikkelde stedelijke structuur bij aan de uitbreiding van Berlijn. Sinds de districtgrenzen in 1938 werden gewijzigd, zijn delen van de voormalige stad (Boxhagen en Friedrichsberg) toegewezen aan het huidige district Friedrichshain. Er vond in 1938 ook een uitwisseling van grondgebied plaats met de wijk Hohenschönhausen van het district Weißensee. 

## Sport
De plaatselijke voetbalclub SV Lichtenberg 47 werd in 1947 opgericht en speelde de daaropvolgende jaren drie seizoenen in de hoogste klasse. Totdat de Oost-Berlijnse clubs terug in het Duitse systeem gevoegd werden speelde de club tot 1992 afwisselend in de tweede en derde klasse. De club zakte echter niet helemaal weg in de lagere reeksen zoals vele stadsgenoten en speelt sinds 2012 onafgebroken in de nationale reeksen. 
SV BVB 49 is een sportclub die in meerdere sporten actief is waaronder ook voetbal. TSV Lichtenberg, dat in 1898 opgericht werd speelt aan de Sportplatz Arvid Harnack. 
Alt-Hohenschönhausen ·
Falkenberg ·
Fennpfuhl ·
Friedrichsfelde ·
Karlshorst ·
Lichtenberg ·
Malchow ·
Neu-Hohenschönhausen ·
Rummelsburg ·
Wartenberg